# Reason (software)
Reason è un'applicazione musicale creata dalla software house svedese Propellerhead Software in grado di simulare, grazie ad un'interfaccia grafica molto realistica, i principali componenti hardware presenti in uno studio di registrazione audio.

## Storia
La prima versione dell'applicativo è stata distribuita nel novembre 2000, e comprendeva per l'appunto un'interfaccia grafica basata su rack nei quali l'utente era in grado di associare strumenti musicali, effetti e mixer. Tali moduli potevano essere controllati sia dal sequencer MIDI integrato sia da applicazioni esterne in grado di comunicare attraverso il protocollo ReWire. Tale interfaccia è rimasta pressoché invariata ad oggi, sebbene il numero di moduli a disposizione sia cresciuto e le funzioni di volta in volta ampliate e migliorate.

## Rack Extension
Con l'aggiornamento alla versione 6.5 assistiamo a una rivoluzione copernicana nell'universo Propellerhead. Come richiesto da molti utenti il programma si è finalmente aperto ai plug-in di terze parti. Le cosiddette Rack Extension, acquistabili direttamente on line presso il sito della Propellerhead, consentono di implementare nuovi strumenti ed effetti all'interno di Reason.

## Struttura

### Device
Giunto oggi alla versione 11.3, prevede in particolare i seguenti moduli in forma virtuale:
- ReMix: mixer a 14 canali + 4 aux di tipo stereo
- Micromix: mixer a 6 canali + 2 aux di tipo stereo
- NN-19: campionatore semplice
- NN-XT: campionatore multigiocatore di tipo avanzato
- Subtractor: synth ispirato a macchine analogiche del passato a sintesi sottrattiva
- Malström: synth polifonico granulare-wavetable
- Thor: synth modulare con vari filtri, oscillatori e matrice di modulazione
- Dr. Rex: un campionatore per sliced loops in formato proprietario .rex
- Redrum: campionatore per batteria basato su vecchie drum machine della Roland
- MClass Suite: suite di effetti e DSP adatti per il missaggio e il mastering
- BV512 Vocoder: Vocoder con equalizzatore FFT a 4/8/16/32/512 bande
- Scream4 Distorsion: modulo per distorsione/overdrive
- RV7000 Advanced Reverb: modulo per riverbero con vari algoritmi, eq e gate
- RPG-8: arpeggiatore che presenta una lunga serie di controlli. Facile da usare ma potente, è interfacciabile con tutti i suoni di Reason
- Matrix Pattern Sequencer: semplice sequencer monofonico con struttura "a pattern"
- Combinator: modulo speciale che funge da "contenitore" per altri moduli, implementa particolari funzioni avanzate
- Rebirth Input Machine: modulo speciale per connettere tramite ReWire il software ReBirth
- Spider audio/CV merger/splitter: modulo speciali per dividere e unire segnale audio e CV provenienti da diverse macchine

### Cavi audio e "CV"

dispositivi e cablaggi

Tutti i device sopra elencati sono collegabili attraverso un sistema di cavi che vengono creati dall'utente con un semplice movimento del mouse. Ogni ingresso dei dispositivi può essere collegato all'uscita di qualsiasi altro dispositivo e viceversa. Esistono due tipi di ingressi/uscite che trasportano due diverse tipologie di dato:
- audio: portano il segnale audio all'interno della catena formata dai device, dal sintetizzatore o campionatore, attraverso i vari processori e mixer.
- CV: che sta per Control Voltage. questi cavi trasportano virtualmente delle tensioni di controllo che permettono di manipolare i parametri di un device attraverso i parametri di un altro: attraverso le apposite uscite CV si può ad esempio aumentare la frequenza di taglio di un filtro cambiando il panning di un delay.

### Il Sequencer
La sezione sequencer è quella dove è possibile "suonare" i vari strumenti di Reason.
Di versione in versione, sono stati effettuai svariati miglioramenti fino ad arrivare alla forma corrente, ispirata a software che fanno del sequencer un fulcro.
Il sequencer di Reason ha due modalità di visualizzazione:
- Arrange mode ovvero la modalità dove è possibile creare, spostare ed editare le clip, in pratica "pezzi" di dati (note, automazioni, controlli di espressione).
- Edit Mode che come il nome lascia intendere, è quella che permette l'editing di automazioni e parametri vari, oltre che la programmazione dell'esecuzione musicale.

## ReFill
Reason prevede anche un valido numero di banchi sonori dedicati. Questi banchi sonori, detti ReFill (con estensione .rfl), contengono campioni audio e soprattutto le cosiddette patch, ovvero file che contengono parametri di impostazione (preset) per i moduli del programma. I ReFill sono realizzati sia da diverse software house che da utenti privati, il che può per certi versi testimoniare la presenza di una nutrita ed attiva community che utilizza e supporta il software.
I ReFills principali sono il Factory Sound Bank e l'Orkester Sound Bank, senza i quali non è possibile avviare il programma. Oltre a questi esistono anche ReFills "celebri" come Reason Drum Kits contiene un enorme numero di campioni di strumenti percussivi registrati dal vivo.
Esiste anche un software prodotto dalla stessa Propellerhead, il Reason ReFill Packer: che permette di crearsi un proprio ReFill partendo da un archivio di patches e campioni presenti sul proprio computer.

## Uso
A differenza di uno studio reale, Reason permette di disporre di un qualsivoglia numero di periferiche, anche dello stesso tipo, in maniera contemporanea. Inoltre, grazie alla possibilità di collegare queste periferiche attraverso dei "veri" cavi, è possibile costruire di volta in volta le più disparate configurazioni per ottenere il sound voluto.